# Pirita (Tallinn)
Pirita és un dels vuit districtes administratius (en estonià linnaosa) de Tallinn i té sortida directa a la badia de Tallinn. Té una extensió de 18,73 km² i compta amb una població l'any 2023 de 19.670 habitants. Rep el nom del riu Pirita que travessa el districte.
Alhora Pirita es divideix en 9 subdistrictes o barris (en estonià asum): Iru, Kloostrimetsa, Kose, Laiaküla, Lepiku, Maarjamäe, Merivälja, Mähe i Pirita.
Es compon principalment de cases particulars, en lloc dels grans blocs de pisos típics d'alguns altres districtes de Tallinn, com ara Lasnamäe i Mustamäe. La platja de Pirita és la més gran de la ciutat i la més freqüentada durant l'estiu. També allotja diversos monuments d'art, incloent-hi escultures com la d'"Adam i Eva" a Kloostrimetsa,52. El patrimoni històric inclou les ruïnes del monestir i el cementiri de Pirita.
A banda del patrimoni històric també allotja diversos equipaments públics, ja que les competicions de vela dels Jocs Olímpics de Moscou de 1980 es van fer al port esportiu, construït especialment per la celebració dels jocs. O la torre de televisió de Tallinn construïda per retransmetre els Jocs, l'auditori de Tallinn i el jardí botànic inaugurat el 1961.

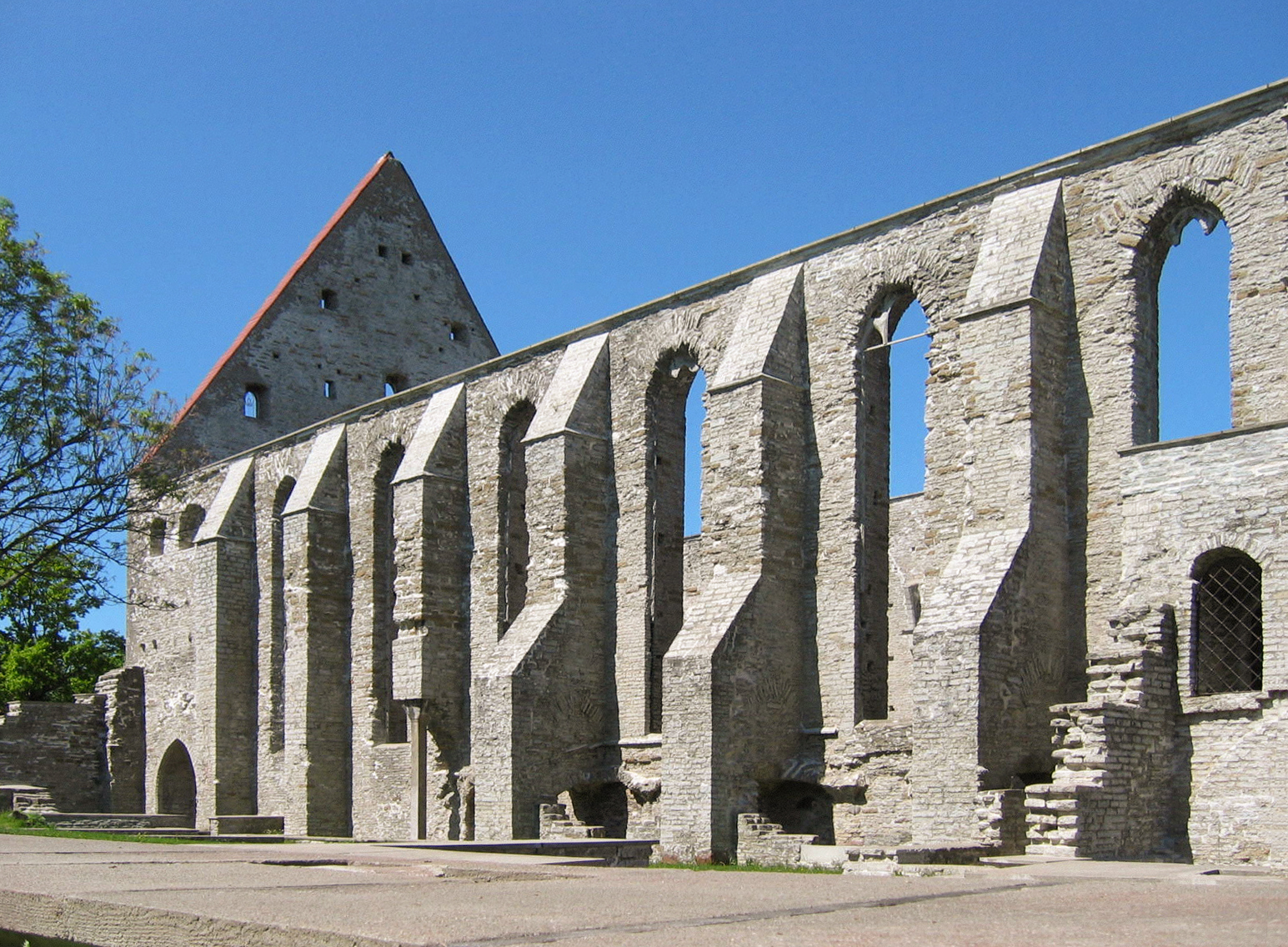
Ruïnes del monestir de Pirita.
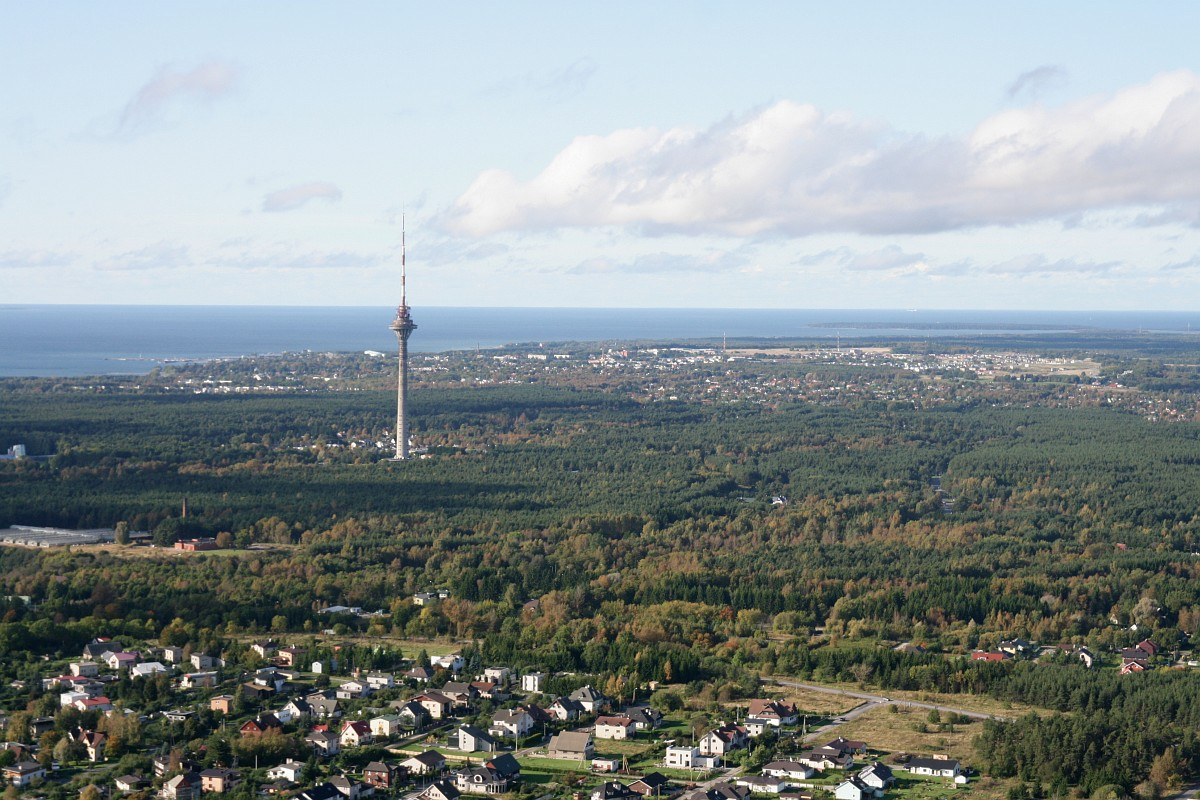
Torre de televisió.
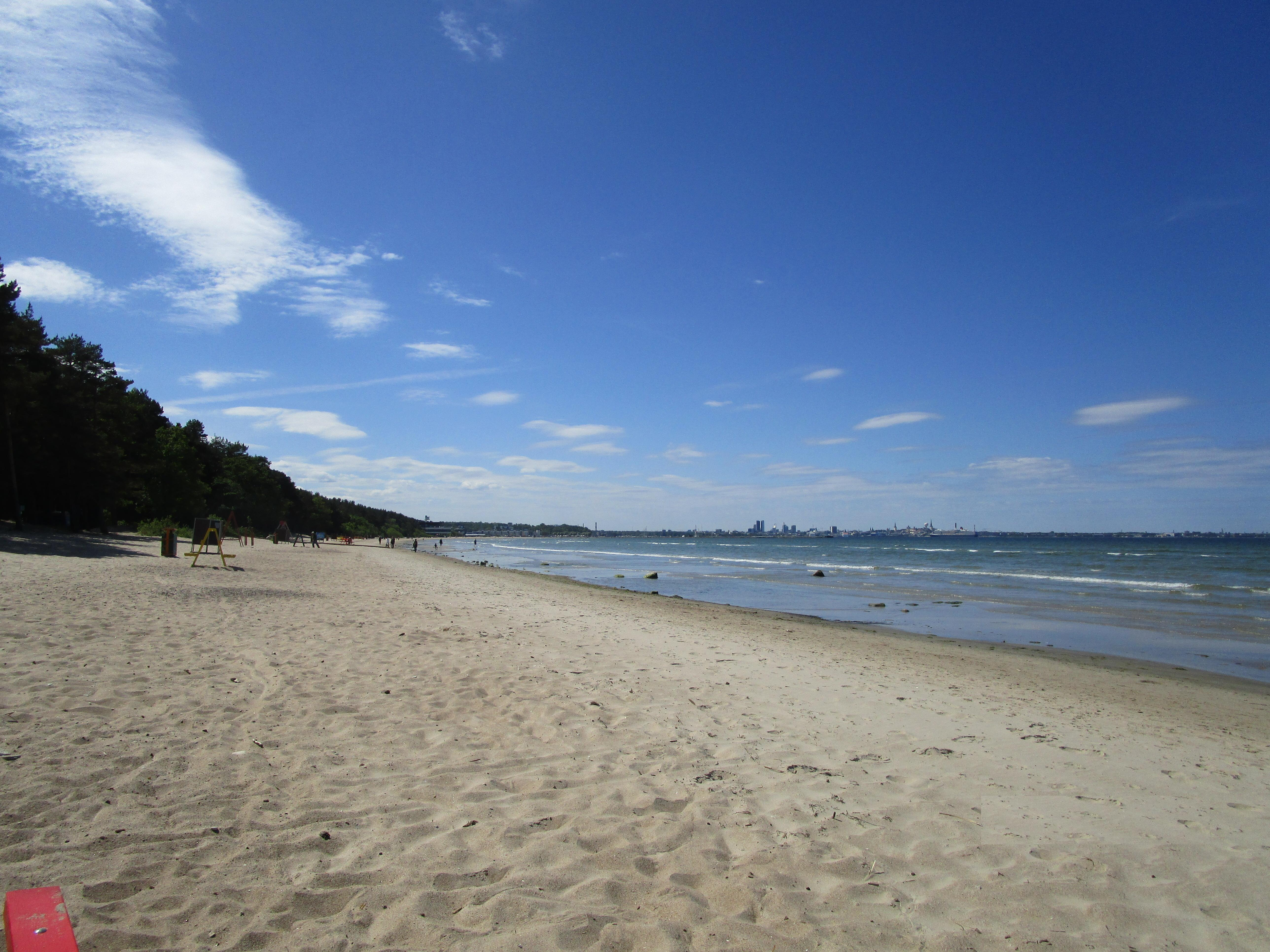
Platja de Pirita.
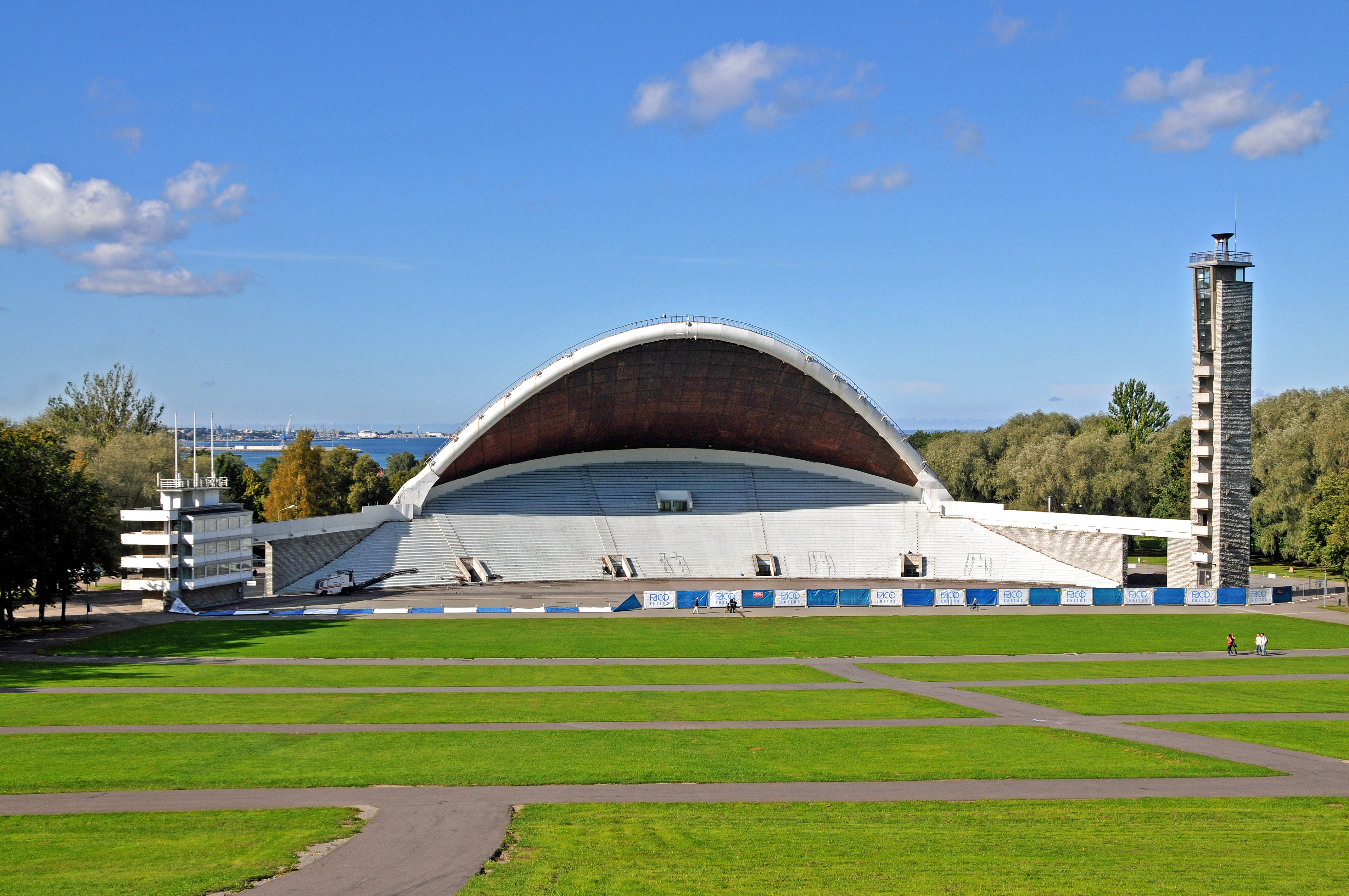
Auditori de Tallinn.
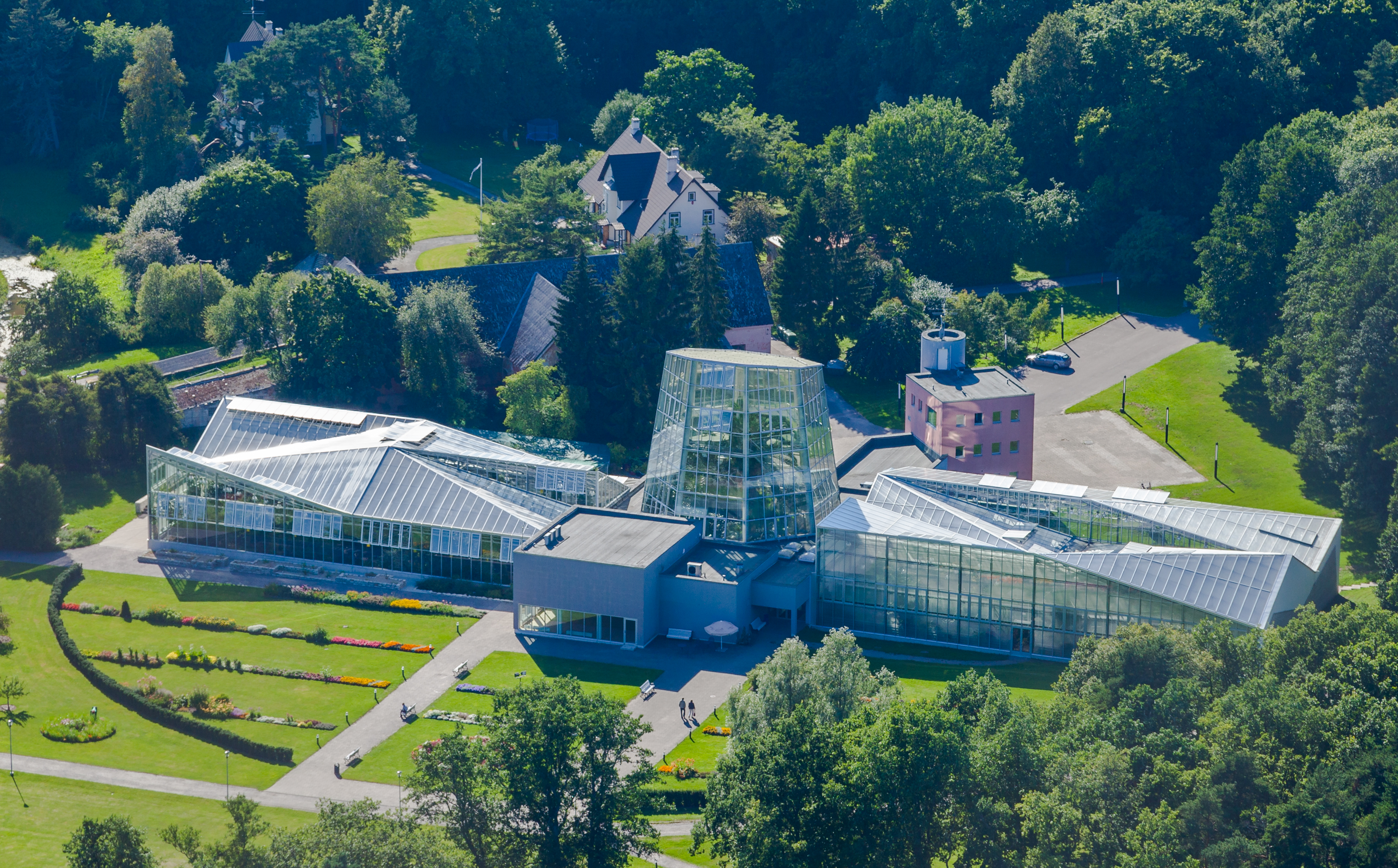
Panoràmica del jardí botànic.
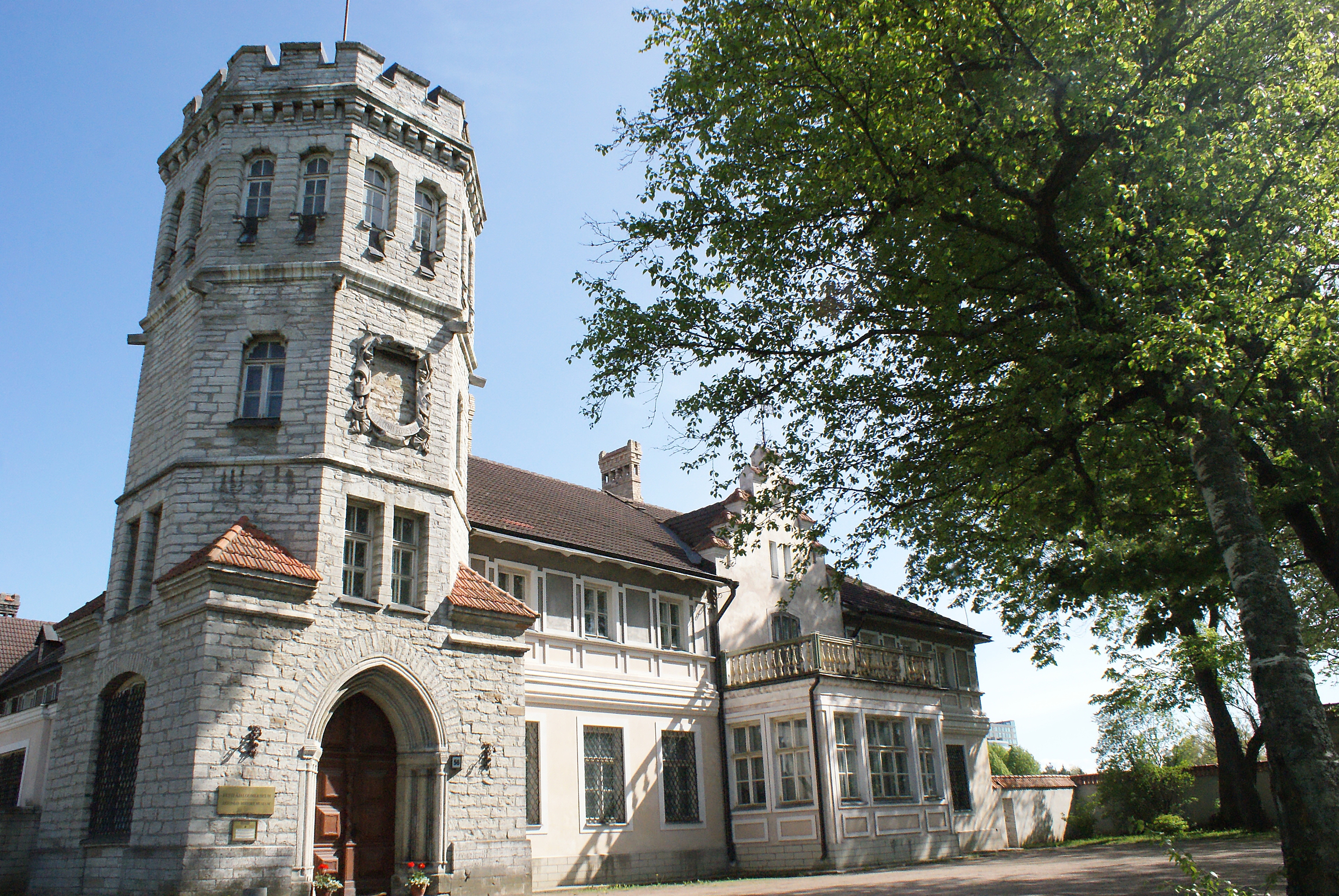
Castell de Maarjamäe.